# 유면 (삼호절후)
유면(劉勉, 劉免, ? ~ 기원전 81년)은 전한 중기 ~ 후기의 제후로, 하간헌왕의 아들이다.

## 행적
원삭 3년(기원전 126년), 삼호후(參戶侯)에 봉해졌다.
삼호절후 46년(기원전 81년)에 죽으니 시호를 절이라 하였고, 작위는 아들 유엄이 이었다.

## 출전
- 사마천, 《사기》 권21 건원이래왕자후자연표
- 반고, 《한서》 권15상 왕자후표 上